# Insuline glargine
Insuline glargine, op de markt gebracht door het farmaceutisch bedrijf Sanofi-aventis onder de naam Lantus, is een langwerkend insulineanalogon met een werkingsduur van ongeveer 24 uur. Lantus wordt gebruikt om een hoge bloedsuikerspiegel bij patiënten met diabetes mellitus te verlagen. Het wordt geïnjecteerd in de onderhuid (subcutaan). De verlengde werking van dit type insuline is te danken aan het feit dat het neerslaat bij de neutrale pH van de onderhuid (het heeft zelf een lage pH). Dit zorgt voor een langzame afgifte aan het lichaam vanuit het onderhuidse depot.
Het voordeel van langwerkende insuline, zoals Lantus en Levemir, is dat de werking gespreid plaatsvindt over 24 uur, zonder de pieken die zich bij kortwerkende en middellangwerkende insulinesoorten voordoen. Hierdoor komt de werking van langwerkende insuline ongeveer overeen met de basale insuline-afgifte van gezonde beta-cellen in de alvleesklier. Het middel wordt meestal één keer per 24 uur toegediend, en gecombineerd met kortwerkende insuline voor elke maaltijd.
Doordat er geen pieken optreden in de werking van Lantus kan er een grotere dosis toegediend worden dan met middellangwerkende insuline het geval is. Omdat langwerkende en middellangwerkende insuline meestal voor de nacht wordt toegediend heeft Lantus het voordeel dat er minder kans is op een nachtelijke hypoglykemie en wordt toch voorkomen dat de bloedsuikerspiegel 's ochtends voor het ontbijt te hoog is.